# Xavier Nogueras (advocat)
Xavier Nogueras (França, 1981) és un advocat penalista conegut per haver portat la defensa de persones amb acusacions de terrorisme.

## Biografia
El cognom Nogueras l'heretà dels seus avantpassats de València i Albacete. El seu pare Marc Nogueras jutge instructor a Grasse, participava cada any en la revisió de nous advocats. Fins que un dia jugant amb una granada de quan va fer el servei militar, aquesta li explota a les mans i fa esclatar el seu despatx. Marc Nogueras pare moriria als 39 anys, quan Xavier Nogueras, el fill menor, en tenia llavors nou. Passaria llavors ell a ser cuidat per la seva mare infermera, i el seu germà gran divuit mesos més que ell i que es convertiria en director, i la seva germana 5 anys més gran que ell que es convertí en comissària de policia. La mare dels Noguera es tornaria ultracatòlica llavors i arribaria a anar fins a dues vegades a missa cada dia. El germà gran fugí de tota la situació familiar, i el fill petit de la família seria agredit pel pare de la seva xicota, un cas que acabà en judici davant de l'Assize des Alpes-Maritimes i amb l'agressor condemnat a divuit anys de presó. Xavier Nogueras llavors encarà d'escoltar de companys del seu col·legi dient-li que el seu pare Marc Nogueras se suïcidà quan li esclatà aquella granada.
Xavier Nogueras es refugià en la música, assistint a classe de clavecí, orgue, flauta, piano i cant coral. A més assistiria a concerts de música sacra, tot vestint casulla roja i fent gires per Europa durant cinc anys. Seria així que sobreviuria i superaria la situació familiar. Però d'adolescent canviaria el clavicèmbal per la música rock and roll, fins que es plantejà de més gran estudiar Dret sobretot per la tensió de la recerca de comprendre el que li passà a son pare. Un dia descobreix que darrere l'"embòlia pulmonar" que fou la causa oficial de la mort del seu pare, en realitat hi ha una investigació del jutge en una confiscació de cocaïna procedent de Colòmbia. L'afició per la música ha perdurat, tant per la clàssica com pel rock dur de grups com Rage Against the Machine.
A la Facultat de Dret, Xavier Nogueras s'adona que no arribaria a ser jutge d'instrucció, ja que no assoleix les notes requerides. És llavors que decideix ser advocat, i d'entre aquests aspira a ser secretari de la conferència, els quals són un grup d'elegits els quals cada any en un concurs d'eloqüència seran assignats per a tots els casos penals i de terrorisme, fita que aconseguiria a la promoció de l'any 2013. Els seus primers casos serien el de la defensa de Carlos, processat pels atemptats de 19982 i 1983, i després vindria la xarxa d'Estrasburg, sobre un grup d'amics que viatjaren a Síria el desembre de 2013, incloent-hi Foued Mohamad-Aggad, un futur terrorista suicida que atemptà a la Sala Bataclan. L'any 2015 estaria en els casos de l'atemptat contra Charlie Hebdo, Motrouge i Hypercacher. I llavors ja se succeirien els següents casos com el de la defensa de Jawad Bendaoud per haver allotjat els terroristes dels atacs del 13 de novembre de 2015. I seguiran els judicis del fallit atac contra la xarxa de Cannes-Torcy, Sid-Ahmed Ghlam i els seus còmplices, Bilal Taghi, l'autor d'un atac a la presó d'Osny, etcètera.

## Trajectòria
Exerceix oficialment des del 26 d'octubre del 2011. De jove destacà en retòrica de la seva promoció, fou un dels dotze elegits pel Col·legi d'Advocats de París en un concurs d'oratòria, i se'l va destinar al torn d'ofici. L'any 2013 va ser elegit Secretari de la Conferència d'Advocats de París. Treballa en tota mena de litigis penals però també davant jutjats civils, mercantils i administratius. I el seu gabinet ha intervingut en diverses ocasions en casos sensibles i mediàtics relacionats especialment amb el crim organitzat i el terrorisme. Domina el dret públic, civil i comercial.
En el judici dels atemptats del 13 de novembre del 2015 a París representà a Mohamed Amri, acusat d'haver ajudat el membre del comando atacant, Salah Abdeslam a fugir de París, i també defensà el conductor del camió que va matar 86 persones i en va ferir 400 més al Passeig dels Anglesos de Nissa el 14 de juliol del 2016. També ha defensat a Jawad Bendaoud, el jove que allotjà els terroristes del 13N a un pis de Saint-Denis, del qual n'aconseguí l'absolució, ja que no quedà provat que conegués que a qui estava allotjant eren terroristes. Segons ell, "no defensa el terrrorisme", sinó que es considera part en la "lluita antiterrorista", perquè diu que exercint l'advocacia ajuda a "mantenir les institucions democràtiques per lluitar contra el terrorisme".